# Rinderproduktion
Die Rinderproduktion umfasst die Systeme der Produktion von Erzeugnissen von Rindern. Die wichtigsten Erzeugnisse sind Milch und Rindfleisch, das wichtigste Nutztier ist das Hausrind.

## Produkte
| Rindfleischproduktion weltweit, Spitzenplätze und deutschsprachige Länder (2012) |                     |            |        |
| Rang                                                                             | Land                | Produktion | Anteil |
| 1                                                                                | Vereinigte Staaten  | 11.849 kt  | 19 %   |
| 2                                                                                | Brasilien           | 9.307 kt   | 15 %   |
| 3                                                                                | Volksrepublik China | 6.266 kt   | 10 %   |
| 4                                                                                | Argentinien         | 2.500 kt   | 4 %    |
| 5                                                                                | Australien          | 2.125 kt   | 3 %    |
| 6                                                                                | Mexiko              | 1.821 kt   | 3 %    |
| 7                                                                                | Russland            | 1.642 kt   | 3 %    |
| 8                                                                                | Frankreich          | 1.492 kt   | 2 %    |
| 9                                                                                | Kanada              | 1.205 kt   | 2 %    |
| 10                                                                               | Deutschland         | 1.146 kt   | 2 %    |
| 43                                                                               | Österreich          | 222 kt     | 0 %    |
| 56                                                                               | Schweiz             | 144 kt     | 0 %    |

| Kuhmilchproduktion weltweit, Spitzenplätze und deutschsprachige Länder (2012) |                        |            |        |
| Rang                                                                          | Land                   | Produktion | Anteil |
| 1                                                                             | Vereinigte Staaten     | 90.865 kt  | 15 %   |
| 2                                                                             | Indien                 | 54.000 kt  | 9 %    |
| 3                                                                             | Volksrepublik China    | 37.768 kt  | 6 %    |
| 4                                                                             | Brasilien              | 32.304 kt  | 5 %    |
| 5                                                                             | Russland               | 31.576 kt  | 5 %    |
| 6                                                                             | Deutschland            | 30.507 kt  | 5 %    |
| 7                                                                             | Frankreich             | 23.983 kt  | 4 %    |
| 8                                                                             | Neuseeland             | 20.053 kt  | 3 %    |
| 9                                                                             | Türkei                 | 15.978 kt  | 3 %    |
| 10                                                                            | Vereinigtes Königreich | 13.884 kt  | 2 %    |
| 32                                                                            | Schweiz                | 4.101 kt   | 1 %    |
| 36                                                                            | Österreich             | 3.382 kt   | 1 %    |

### Rindfleisch
Im Jahr 2012 wurden rund 63,3 Mio. Tonnen Rindfleisch erzeugt. Die größten Rindfleischproduzenten sind die USA, Brasilien und China.

### Milch
2007 wurden 625,8 Mio. Tonnen Kuhmilch produziert. Die größten Erzeugerländer sind die USA, Indien und China.

### Leder und Felle
und 

## Rassen
Zu den wichtigsten Milchrassen gehören Ayrshire, Brown Swiss, Guernsey, Holstein-Friesian, Jersey und Milking Shorthorn. In der Rindermast kann man die Hausrinder in zwei Typen unterteilen. Bos indicus oder Zeburinder stammen aus Südasien und sind an tropische und subtropische Klimate angepasst. Wichtige Vertreter sind Brahman und Brangus. Bos taurus sind europäische Hausrinder, zu denen unter anderem Charolais, Gelbvieh, Fleckvieh, Chianina, Limousin und Aberdeen Angus gehören.

## Haltung

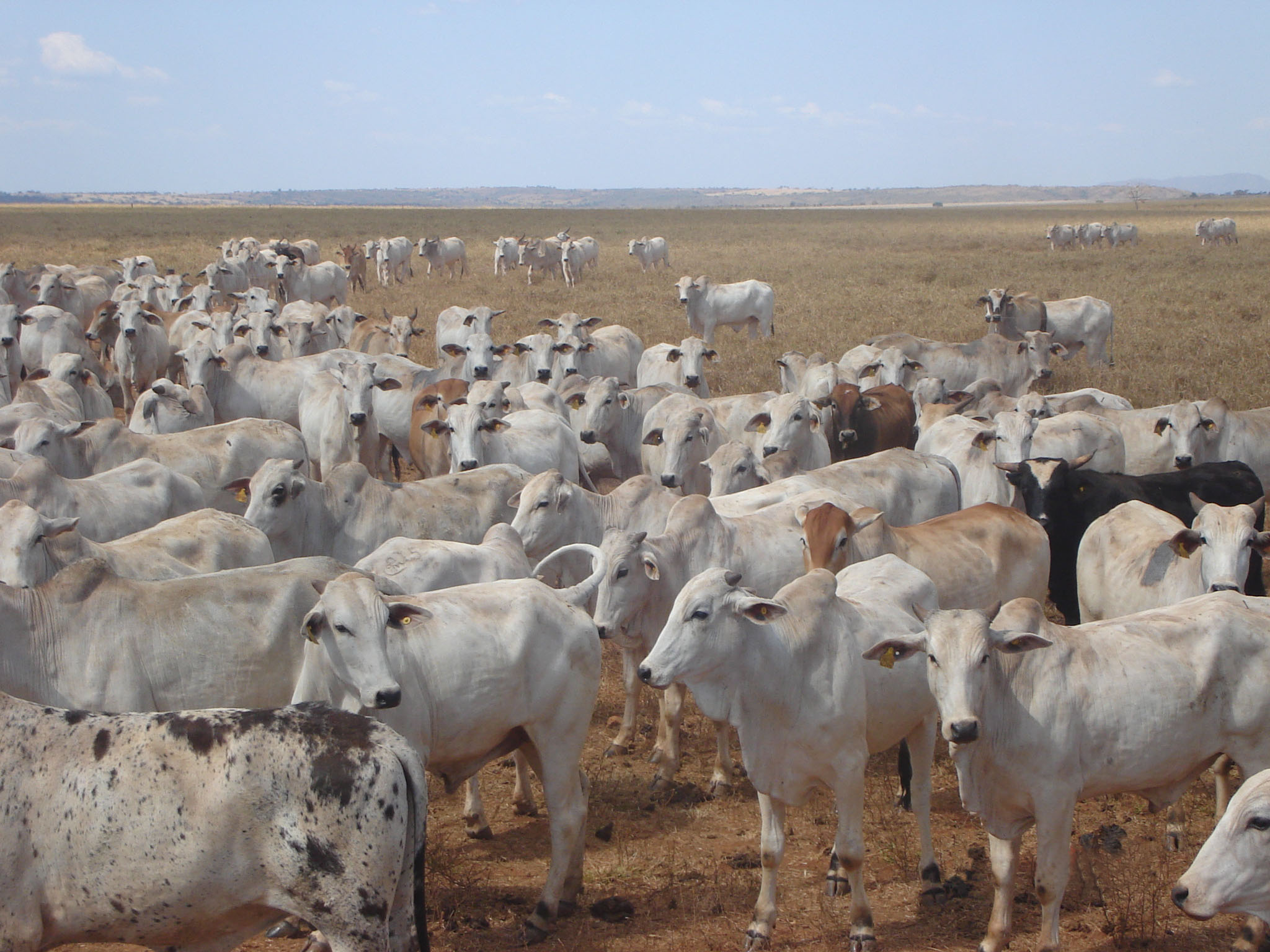
Rindfleischproduktion in Brasilien

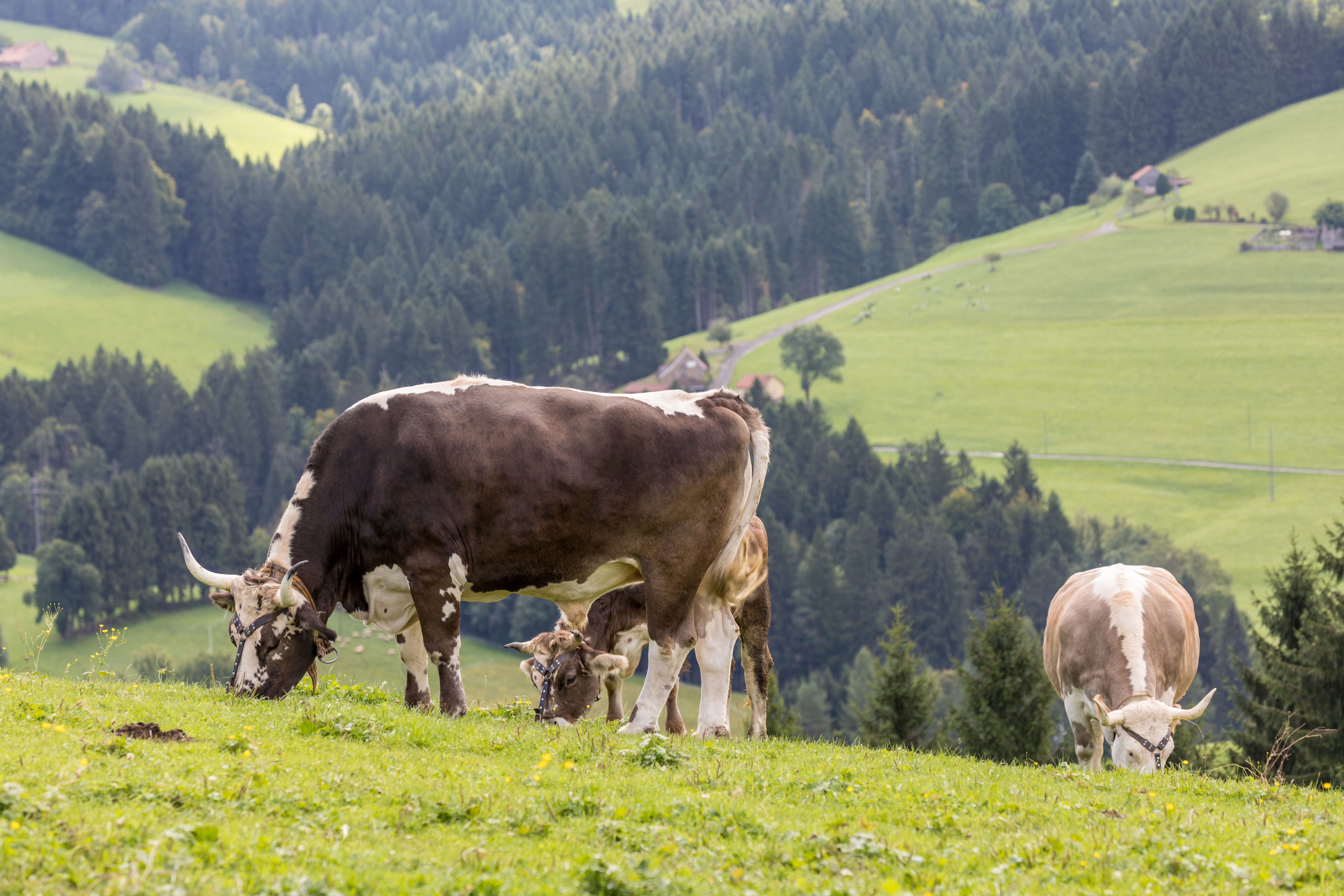
Weidende Bullen im Appenzellerland

In der Fleischproduktion der Rinder wird im Wesentlichen zwischen Kälbermast (siehe auch Kalbfleisch), Färsen- und Jungkuhmast, Ochsenmast und Jungbullenmast unterschieden.
Die Jungbullenmast ist die bedeutendste Produktionsmethode in Deutschland. Jungbullen werden üblicherweise 18 bis 24 Monate gemästet. Nach der Geburt verbleiben sie für kurze Zeit bei der Mutter, werden dann von ihr getrennt und anschließend mit Vollmilch oder Milchaustauscher aufgezogen. Die heute üblichen Milchaustauscher bestehen aus Milchpulver und anderen Zusätzen, wie etwa Vitaminen und Enzymen, und dienen der bedarfsgerechteren Versorgung der Tiere aufgrund des durch die Zucht gesteigerten Leistungsniveaus. Möglichst bald wird ihnen daneben auch Raufutter (Heu oder Grassilage) zugefüttert, um die Entwicklung des Pansens zu fördern. Nach etwa 12 Wochen werden sie abgesetzt, also nicht mehr mit Milch gefüttert. Der präventive Einsatz von Antibiotika kommt vor allem im Mastkälberhandel vor, da die Gruppierung der Kälber aus unterschiedlichen Betrieben die Tiere mit neuen Keimen konfrontiert und diese so anfälliger für Infektionen werden. Die Sterblichkeit bei Jungtieren liegt bei rund 6 Prozent. Der prophylaktische Einsatz von Antibiotika ist in der Nutztierhaltung ab 2021 nur noch bei einzelnen oder einer begrenzten Anzahl von Tieren gestattet und auch dann nur, wenn ein hohes Infektionsrisiko besteht und die Folgen einer Ansteckung schwerwiegend wären. Auch bei akuten Erkrankungen dürfen nur noch die betroffenen Tiere behandelt werden, eine Gruppenbehandlung darf nur bei großem Infektionsrisiko und aufgrund fehlender Alternativen erfolgen. Die behandelnden Tierärzte müssen die Verschreibung von Antibiotika gut begründen und der Einsatz muss zeitlich begrenzt bleiben.
Darüber hinaus müssen auch importierte Fleischprodukte diesen neuen EU-Normen entsprechen.
Im Kampf gegen Antibiotikaresistenzen wird auch in der Schweiz gefordert, dass der Antibiotika-Einsatz reduziert wird. Untersuchungen auf IP-Suisse-Betrieben zeigten, dass der Einsatz mit einigen einfachen Maßnahmen drastisch reduziert werden könnte. Jedoch müsste die neue Haltungsform durch Labels, Bundesämter und Großverteiler anerkannt werden, damit die Wirtschaftlichkeit gegeben und somit eine breite Umsetzung möglich würde. Derzeit (Stand: April 2021) werden nämlich für die neue Methode noch keine RAUS-Direktzahlungen ausbezahlt. Zudem geht mit der neuen Methode auch die Sterblichkeit zurück.
Mast in 18 Monaten: Dies ist übliche Mastdauer. Aufgrund der Witterung in Deutschland wird die Mast meist auf den Stallplatz optimiert, weil der Stall das teuerste Produktionsmittel ist. Daher ist eine möglichst kurze Mastdauer anzustreben. In der Regel verbleiben die Tiere während der gesamten Mast im Stall und werden mit einer Ration gefüttert, die ein optimales Wachstum ermöglicht, ohne dass die Tiere stark verfetten. Üblicherweise kommt hier insbesondere im letzten Drittel der Mast Silage aus Mais zusammen mit Konzentratfutter zum Einsatz.
Mast in 24 Monaten: Betriebe auf Grünlandstandorten, d. h. Betriebe auf Standorten mit einem hohen Anteil Grünland oder angesätem Grünland, mästen ihre Tiere in 24 Monaten. Hierbei haben die Tiere während des Sommers Weidegang. Die Mastdauer ist verlängert, weil die tägliche Zunahme beim Weidegang unter dem Maximum liegt. Allerdings weisen Rinder ein Kompensatorisches Wachstum auf. Daher werden sie nach dem Weidegang in ihrem 2. Lebensjahr aufgestallt und werden in dieser Phase der Endmast mit sehr energiehaltigem Futter gefüttert.
Gemäß einer Studie des Forschungsinstitutes für die Biologie landwirtschaftlicher Nutztiere in Dummerstorf verbessert Weidehaltung den nährungsphysiologischen Wert von Fleisch erheblich gegenüber der Stallhaltung. Dabei wurde festgestellt, dass der Gehalt an ungesättigten Fettsäuren durch die Art der Fütterung deutlich gesteigert werden kann. Bullen, die einen Sommer auf der Weide und im Winter mit Grassilage und Leinsamen gefüttert wurden, wiesen im Muskelfett doppelt so viele Omega-3-Fettsäuren auf wie mit Getreidekraftfutter gefütterte Bullen.
Die Färsen- oder Jungkuhmast und die Ochsenmast verwendet ähnliche Methoden wie die Jungbullenmast in 24 Monaten.
Die automatische Fütterung von Rindvieh erleichtert die Arbeit, spart Zeit und bringt Flexibilität. In einer Laufstallhaltung können sich die Tiere frei bewegen, werden jedoch aus Platz- und Sicherheitsgründen häufig enthornt.
Der Platzbedarf für die Tiere in der Intensivtierhaltung soll zwar möglichst minimiert werden, jedoch sind mit der Tierschutz-Nutztierhaltungsverordnung teilweise Grenzwerte festgelegt. Über acht Wochen alte Kälber dürfen so nur in Gruppen bis zu drei Tieren pro Bucht bei einer Mindestbodenfläche von 6 Quadratmeter gehalten werden, um sich ohne Behinderung umdrehen zu können.
Bei der pastoralen Extensivhaltung auf Naturweiden (Ranching, Mobile Tierhaltung) werden wenige Tiere auf sehr großen Flächen gehalten.

## Umweltwirkungen
Laut der FAO (2006) verursacht die Rindfleischproduktion größere Umweltschäden als die anderen Viehhaltungssysteme.
In gemischten Systemen (Tier- und Pflanzenproduktion im selben Betrieb) ist die Rinderproduktion normalerweise gut integriert und kann positive Umweltauswirkungen haben. In vielen Entwicklungsländern werden Rinder als Zugtiere verwendet und ersetzen so fossile Energie. Rinder verwerten zudem Pflanzenreste, die sonst häufig verbrannt werden. Allerdings ist die Produktivität in extensiven Systemen in Entwicklungsländern oft sehr gering. Ein Großteil des Futters wird für den Grundumsatz der Tiere aufgewendet, was zu Ineffizienzen und hohen Umweltbelastungen pro Ertragseinheit führt.
Die größten Umweltschäden werden durch extrem extensive und extrem intensive Systeme verursacht. Extensive Rinderproduktionssysteme degradieren Graslandgebiete, leisten einen Beitrag zur Entwaldung und damit zur Emission von Treibhausgasen, verringern die Biodiversität und haben negative Auswirkungen auf Wasserströme und -qualität. Intensive Rinderproduktionssysteme belasten die Umwelt durch hohen Nährstoffeintrag. Dabei stammten im Jahr 2020 über 70 % der gesamten Ammoniakemissionen aus der Tierhaltung mit einem Anteil für die Rinderhaltung von 43 Prozent. In der Luft wandelt sich Ammoniak in Ammoniumsulfat und -nitrat um, was maßgeblich dazu beiträgt, dass Feinstaubpartikel entstehen. Zink und Kupfer, welche als Futtermittelzusatzstoffe eingesetzt werden, können sich in intensiv genutzten Böden anreichern.
Die Umwandlung von Futtermitteln in Rindfleisch ist deutlich weniger effizient als bei Schweine- oder Geflügelfleisch. Daher hat die Rinderproduktion einen höheren Ressourcenverbrauch pro Ertragseinheit als die Schweine- oder Geflügelproduktion. Über den gesamten Lebenszyklus betrachtet benötigen Rinder aufgrund des hohen Raufutteranteils jedoch weniger konzentriertes Futtermittel pro Kilogramm Fleisch als die anderen Nutztiere.
Der Wasserverbrauch bei der Herstellung von einem Kilogramm Rindfleisch liegt bei etwa 15.500 Litern (zum Vergleich: Schweinefleisch 5.000, Weizen 1.300).
Die Rindfleischproduktion verursacht deutlich höhere Treibhausgasemissionen als andere Fleischproduktionssysteme. Für die Produktion im Rahmen von Intensivtierhaltung (US-Feedlot-System) wurde ein Wert von 14,8 kg CO2-Äquivalent je kg Rindfleisch ermittelt. Schweinefleisch lässt sich hingegen mit 3,8 kg CO2-Äquivalent je kg Fleisch und Geflügelfleisch mit 1,1 kg CO2-Äquivalent je kg Fleisch produzieren. Insbesondere beim Verdauen von Raufutter wird besonders viel Methan gebildet (im Vergleich zu rohfaserarmen Kraftfutter etwa viermal so viel) Hinzu kommt der Ausstoß des hoch wirksamen Treibhausgases Distickstoffmonoxid („Lachgas“) aus den intensiv genutzten Böden für den Futterpflanzenanbau.
Untersuchungen am University Park in Pennsylvania ergaben 2011, dass der Ausstoß von Methan, Stickoxiden und Kohlendioxid in ganzjähriger Weidehaltung um acht Prozent niedriger ist als in der intensiven Stallhaltung.
2018 zeigten zwei Forscher von der University of Oxford und Agroscope in einer Studie, dass Rindfleisch, welches speziell für die Fleischgewinnung gezüchtet wird und zudem aus extensiver Freilandhaltung kommt, am schlechtesten abschneidet; Rindfleisch aus (ausgedienten) Milchkühen hingegen am besten.